# Carl Otto Östman
Carl Otto Östman, född 26 juni 1840 i Adolf Fredriks församling, Stockholms stad, död 27 april 1920 i Svea livgardes församling, Stockholms stad, var en svensk valthornist. 

## Biografi
Östman kom i Svea livgardes tjänst 1854, där han blev fanjunkare samt hautboist 1862. Sex år senare fick han tjänst som valthornist i hovkapellet, där han stannade till 1896. Åren 1888–1910 var han anställd som lärare på valthorn vid Kungliga musikkonservatoriet.
Östman invaldes som associé nr 115 av Kungliga Musikaliska Akademien den 26 april 1906.
Carl Otto Östman var bror till basunisten Fredrik Gustaf Östman och far till Fritz Otto Östman och Carl Orion Östman.